# Pierre Barthes
Pierre Barthes (Béziers, 13 settembre 1941) è un ex tennista francese.
L'apice della sua carriera è stato il 1º maggio 1974 quanto ha raggiunto la posizione numero 57.

## Risultati
Nella sua carriera da singolo ha disputato 247 partite di cui 134 vinte e 113 perse e non ha vinto nessun trofeo.
Nel doppio ha disputato 181 partite delle quali ne ha vinte 99 e perse 82 vincendo 5 trofei.